# Dejan Marković
Dejan Marković (1983, Beograd) vizuelni je umetnik koji živi i radi u Berlinu i Beogradu. Njegova konceptualna i relaciona umetnička praksa se bavi institucionalnom kritikom i socijalno-političkom prekarnošću koristeći se medijima skulpture, filma, fotografije, crteža, arhivskog materijala i svakodnevnih objekata u formi instalacija i site specific intervencija.
Diplomirao je na Fakultetu primenjenih umetnosti Univerziteta umetnosti u Beogradu, a zatim završio master studije na Fakultetu likovnih umetnosti Univerziteta umetnosti u Berlinu (UdK Berlin). Od 2015. do 2020. godine bio je predavač na Institutu za savremenu umetnost, Tehnološkog univerziteta u Gracu, gde je radio i kao naučni saradnik na dva umetničko-istraživačka projekta od 2016. do 2021.
Inicirao je, realizovao i kuratirao više javnih događaja i umetničkih projekata u zemlji i inostranstvu. Izlagao je u samostalno u Kunsthausu Grac (2021) i Studiju Nove Galerije u Gracu (2018), Salonu Muzeja Savremenu umetnosti u Beogradu (2017), kao i na velikom broju grupnih izložbi.